# روکه

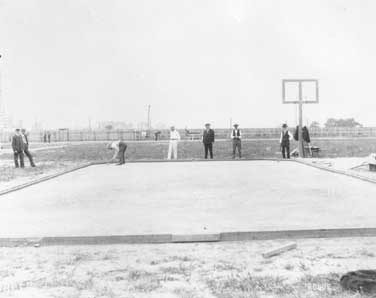
مسابقهٔ روکه در بازی‌های المپیک تابستانی ۱۹۰۴

روکه یک شاخه آمریکایی از کروکه است. این ورزش در بازی‌های المپیک تابستانی ۱۹۰۴ در ایالات متحده آمریکا جایگزین کروکه در المپیک پیشین شد.